# Frederick Handley Page
Frederick Handley Page född 15 november 1885 i Cheltenham, död 21 april 1962, var en brittisk pionjär inom flygplanstillverkning och flygplanskonstruktion.
Handley Page startade 1909 Handley Page Limited för produktion av flygplan. Fabriken kom att bli en av de största brittiska leverantörerna av flygplan till det brittiska försvaret under första och andra världskriget.
Under första världskriget tillverkade han främst stora bombflygplan, därefter övergick han till att tillverka passagerarflygplan. Han nedlade ett framgångsrikt arbete på att öka stabiliteten hos flygplan och konstruerade för ändamålet en anordning kallad "autoslot". För sina insatser för flygindustrin under andra världskriget adlades Handley Page 1942.
Under andra världskriget tillverkade fabriken cirka 7 000 exemplar av bombplanet Handley Page Halifax.